# Сражение при Арси-сюр-Обе
Сражение при Арси-сюр-Обе (фр. Bataille d'Arcis-sur-Aube) — сражение 20—21 марта между армией Наполеона и Главной армией союзников на реке Об в ходе кампании 1814 года на территории Франции.
Во встречном бою 20 марта 1814 года Главная армия союзников под началом австрийского фельдмаршала Шварценберга отбросила в городке Арси-сюр-Об (Arcis-sur-Aube) небольшую армию Наполеона за реку Об к северу, после чего 25 марта беспрепятственно двинулась на Париж. Командующий союзниками австрийский фельдмаршал Шварценберг действовал пассивно, что во многом спасло Наполеона от бо́льших потерь. Сражение при Арси-сюр-Обе стало последним сражением Наполеона (где он лично командовал войсками) перед его первым отречением от власти.

## Предыстория
В первых числах января 1814 года войска союзников, состоящие из русских, австрийских, прусских и немецких корпусов, вторглись во Францию с целью свержения Наполеона, разбитого в битве под Лейпцигом в октябре 1813. Несмотря на 2-кратное превосходство союзных сил над войсками Наполеона из-за несогласованности действий союзников и политических разногласий в их рядах первое наступление на Париж провалилось. В ходе шестидневной кампании 9—14 февраля 1814 года Наполеон по частям разгромил Силезскую армию под началом прусского фельдмаршала Блюхера, после этого при Мормане и Монтро Наполеон с успехом атаковал и разбил передовые корпуса Главной армии союзников под началом австрийского фельдмаршала Шварценберга.
На усиление Блюхера были направлены русский корпус Винцингероде и прусский Бюлова из Северной союзной армии Бернадота, вяло действовавшей на вспомогательном направлении на севере Европы. Соединённая русско-прусская армия Блюхера вдвое превышала силы, которые мог собрать против неё Наполеон. Тем не менее Наполеон атаковал 7 марта арьергард войск Блюхера под Краоном, а затем 9—10 марта 1814 ввязался в сражение при Лаоне со всей армией Блюхера, в котором потерпел поражение и отступил за реку Эну.
В это время Главная армия союзников под началом Шварценберга медленно двинулась на Париж, и Наполеону, ослабленному большими потерями в сражениях с Блюхером, ничего не оставалось, как снова броситься на Главную армию. Наполеон рассчитывал применить обычную тактику: атаковать с фланга рассеянные в марше корпуса союзников по отдельности. Однако в этот раз русский император Александр I, заменивший больного подагрой Шварценберга, успел стянуть корпуса в кулак, так что Наполеон не мог надеяться на победу в сражении с намного превосходящим противником. Единственное, что мог сделать Наполеон, это остановить продвижение Главной армии, угрожая ей с фланга или тыла. Однако в таком случае путь на Париж оставался открытым для армии Блюхера.
Наполеон избрал следующую стратегию: выставить заслоны против союзников, а самому пройти между армиями Блюхера и Шварценберга к северо-восточным крепостям, где, деблокировав и присоединив гарнизоны, значительно усилить свою армию. Затем он мог принудить союзников к отступлению, угрожая их тыловым коммуникациям. Париж оставлялся на защиту, главным образом, его жителей и Национальной гвардии. Наполеон надеялся на медлительность союзных армий и их страх перед армией французского императора в их тылу.
К 20 марта 1814 года корпуса Главной армии союзников сосредоточились между реками Сеной и Обом около Труа. Наполеон избрал маршрут на северо-восток от Планси вдоль долины реки Об через городок Арси-сюр-Об к Витри и далее на восток.

## Ход сражения

### 20 марта. Встречный бой
Наполеон двигался к Арси вдоль Оба, кавалерия левым берегом и пехота правым. К полудню 20 марта 1814 года он достиг городка, расположенного на левом берегу Оба. Баварцы из корпуса генерала Вреде незадолго до того оставили Арси, чтобы не быть там отрезанными от основных сил Главной армии союзников, выстроенных на дороге между Арси и Труа.
Наполеон, полагая, что союзники отступают к Труа, приказал кавалерии Себастиани, первой вступившей в Арси, преследовать союзные войска. Но лишь только эскадроны Себастиани вышли из Арси на Труа, они были атакованы превосходящими силами русской кавалерии и обратились в бегство. Наполеону пришлось лично встать с шпагой наголо на мосту в Арси, чтобы унять панику и обратить свою конницу в бой. Подоспевшая дивизия Старой Гвардии генерала Фриана выбила русскую кавалерию из города, а вскоре в Арси переправились и другие пехотные дивизии французов.
Одновременно бой развернулся за деревню Торси выше по Обу (на левом фланге французов), где Молодая Гвардия Нея дважды отбивала позиции у австро-баварского корпуса Вреде.
К вечеру 20 марта позиция французов представляла собой полуокружность, края которой упирались в Об, а внутри находился Арси. Оборону здесь держали 25 тыс. французов, охваченные 60 тыс. союзных солдат. На правом фланге союзников стоял австро-баварский корпус Вреде, в центре русские части Барклая-де-Толли, на левом фланге австрийцы Гиулая. К вечеру к Шварценбергу подошли ещё примерно 30 тысяч солдат, и тогда он приказал начать штурм. Почти 300 орудий союзников открыли огонь по позициям французов. Одна из бомб взорвалась рядом с императором Наполеоном, ранив его коня и окатив императора грязью. Наполеон посчитал нужным личным примером поддерживать мужество своих солдат, которые стойко выдержали сильный артобстрел. К 10 часам вечера канонада стихла, войска отошли к отдыху, готовясь на следующий день к решительному сражению.
Французский историк М. Тьер передал разговор Наполеона с генералом Себастиани, состоявшийся вечером 20 марта и характеризующий стратегическое положение французского императора:

«Ну что, генерал, что вы скажете о происходящем?» — «Я скажу, что ваше величество несомненно обладаете ещё новыми ресурсами, которых мы не знаем». — «Только теми, какие вы видите перед глазами, и никакими иными». — «Но тогда почему ваше величество не помышляете о том, чтобы поднять нацию?» — «Химеры! Химеры, позаимствованные из воспоминаний об Испании и о Французской революции. Поднять нацию в стране, где революция уничтожила дворян и духовенство и где я сам уничтожил революцию!»

### 21 марта. Отступление Наполеона
Ночью к Наполеону подошла сильная дивизия Денуэтта (до 7 тыс.). С утра войска заняли позиции в полной боевой готовности, однако ничего не происходило, кроме лёгкой ружейной перестрелки. Наполеон не мог атаковать почти втрое сильнейшую армию союзников, а крайне осторожный Шварценберг не желал предпринимать первым активных действий.
К полудню Наполеон начал отводить армию по двум мостам на Витри. Когда Шварценберг с задержкой осознал это, то приказал наступать примерно в 3 часа дня. Отход Наполеона прикрывал маршал Удино. Союзники без труда ворвались в Арси уже в темноте, но французы успели уйти за Об, взорвав мосты. С другого берега их батареи всю ночь обстреливали союзников, препятствуя восстановлению мостов.

## Результаты
Историки, в зависимости от национальной принадлежности, полагают, что урон союзников за двухдневное сражение составил 3—4 тыс. чел., убитыми и ранеными, убыль французов характеризуется большим разбросом в подсчётах — от 3 до 8 тыс., хотя последняя цифра кажется явно завышенной. Дэвид Чандлер пишет, что французы потеряли 3 тысячи человек убитыми и ранеными, потери их противников больше — 4 тысячи. Керсновский оценивает потери союзников в 3 тысячи человек, французы лишились до 7 тысяч человек и 7 орудий. Союзники взяли 800 пленных и несколько орудий. Согласно надписи на 55-й стене галереи Храма Христа Спасителя русские потери в этом сражении составили около 500 человек.
Наполеону удалось частично выполнить поставленную задачу: наступление на Париж Шварценберга было приостановлено.
Наполеон обошёл Витри, где засел 5-тысячный гарнизон союзников, и 23 марта достиг Сен-Дизье на Марне, то есть находился значительно восточнее армий союзников. Оттуда он выслал кавалерийские отряды тревожить набегами тылы Шварценберга.
В свою очередь союзники согласовали план дальнейших действий в этой кампании. 24 марта был одобрен план наступления на Париж. Против Наполеона выслали 10-тысячный кавалерийский корпус под началом российского генерала Винцингероде при 40 орудиях с тем, чтобы ввести Наполеона в заблуждение относительно намерений союзников.
25 марта союзные войска (к этому времени армии Блюхера и Шварценберга вошли в соприкосновение авангардами) двинулись на Париж. При Фер-Шампенуазе союзники разбили корпуса маршалов Мармона и Мортье (16—17 тыс. солдат) и дивизии Национальной гвардии (4300 солдат), которые спешили на соединение с Наполеоном.
30 марта союзные войска (более 110 тысяч солдат) подошли к Парижу.